# Paola Pivi
Paola Pivi (* 1971 in Mailand) ist eine zeitgenössische italienische Künstlerin.  Sie studierte Kerntechnik, bevor sie sich der Kunst zuwandte und die Accademia di Brera besuchte.
Die Künstlerin gestaltet Objekte und Installationen und veranstaltet Performances.  Dabei thematisiert sie absurde Aspekte der Realität. Sie ließ 1998 einen großen Lastkraftwagen auf die Seite legen, um ein „anderes Schlummern“ darzustellen. 1999 wurde ein Kampfflugzeug wie ein „wehrloses Insekt“ auf den Rücken gelegt. Bekannt wurde Pivi mit einer Serie  großflächiger surrealistischer Fotografien, die Tiere in ungewohnter Umgebung zeigen wie z. B. Zebras im Schnee oder einen Strauß bzw. einen Esel in einem Holzkahn auf dem Meer. Sie inszeniert die Bilder unter realen Umständen, ohne sie am Computer zu manipulieren.
Pivi, die zwei Jahre auf der Insel Alicudi lebte, arbeitet auch an einem Projekt Alicudi. Ziel ist eine Fotografie der Insel in Realgröße. Der bereits bestehende Teil dieser Arbeit ist in Ausstellungen zu sehen (z. B. Basel 2007).

## Ausstellungen
Einzelausstellungen fanden u. a. in Rom und Mailand, in London, Paris, San Francisco, New York, Havanna, Shanghai und Tokio statt. 
- 1999 und 2003: Teilnahme an der Biennale di Venezia, Venedig.
- 2008: It's a Cocktail Party, Portikus, Frankfurt am Main.
- 2012: Share, but It's not Fair, Rockbund Art Museum, Shanghai.